# كوان يو
غوان يو (162 – 219) (بالصينية: 關羽) كان جنرالاً عسكرياً تحت إمير الحرب ليو باي أثناء فترة حكم سلالة الهان الشرقية والممالك الثلاث في الصين القديمة. لعب غوان يو دوراً هاماً في الحرب الأهلية التي أدّت إلى انهيار سلالة الهان، والتي أدت أيضاً إلى تأسيس مملكة شو، التي كان ليو باي الإمبراطور الأول لها.
باعتباره أحد الشخصيات الصينية التاريخية المعروفة في شرق آسيا، قصص حياة غوان يو الحقيقية أفسحت المجال للقصص شبه الخيالية بشكل كبير، الموجودة في الغالب في رواية رومانسية الممالك الثلاث التاريخية، أو التي تحكى كفولكلور عبر الأجيال. في هذه القصص شبه الخيالية تكون أعماله وأخلاقه مبالغ فيها بشكل كبير.
تم تقديس غوان يو منذ زمن سلالة سواي، وهو ما يزال يعبد بواسطة الشعب الصيني اليوم، خصوصاً في هونغ كونغ. بينما يرى فيه رمزاً للولاء والأحقية، ينتقد غوان يو من قبل المؤرخين بسبب غطرتسته وتكبّره، وهذه الخواص في شخصيته أدّت في النهاية إلى سقوطه على أيدي سون تشوان، حاكم مملكة وو.
يصوّر غوان يو تقليديا كمحارب أحمر الوجه ذي لحية طويلة. بينما تم ذكر لحيته في الحقيقة في سجلات الممالك الثلاث، فكرة الوجه الأحمر استعيرت من المحتمل من تمثيل الأوبرا، حيث ترمز الوجوه الحمراء للولاء والأحقية. أيضا طبقا للفولكلور، كان سلاح غوان يو من نوع كوان تاو، وقد سمي "نصل التنين الأزرق الهلالي"، الذي يقال بأن وزنه 41 كيلوغراماً حسب معايير اليوم. نسخة خشبية طبق الأصل منه يمكن مشاهدتها اليوم في معبد الإمبراطور كوان في مقاطعة شايجو في الصين. ويرتدي تقليديا عباءة خضراء على درع جسمه، كما وصف في رواية رومانسية الممالك الثلاث.

## بدايته
غوان يو ولد عام 162 بمدينة كونشيرتو وكان فلاحا بسيطا عندما سمع عن رغبة ليو باي في مساعدة أسرة هان (الإمبراطور)وقرر أن يساعده وقد تعاهد هو وليوباي و زهانغ في على أن يكونوا إخوة وأن يموتوا في نفس اليوم وقد سمى هذا القسم بقسم حديقة الدراق(الخوخ). وبعدها جند غوان يو هو وإخوته قوة صغيرة من الجيش وقرروا أن يساعدوا هان(الإمبراطور) في حروبه مع أصحاب القبعات الصفر، وأثناء المعركة استطاع غوان يو أن يثبت نفسه هو وإخوته بقتلهم لقائد القبعات الصفر في هجوم واحد. وعندما أعلنت الحرب ضد دونغ زهو اشترك هو وإخوته تحت إمرة كونغسون زان وفشل هجوم سون جيان بسبب هوا شيونغ وكل الذين أرسلوا لمحاربته ماتوا وعندما سأل يوان شاو هل هناك قائد يستطيع التصدي لهوا شيونق تكلم غوان يو وقال أنه يستطيع فعل ذلك فسأله يوان شاو : من أنت. فرد كونغسون زان وقال : أنه جندي من الجنود الذين في قواته فقال يوان شاو أنهم يجب أن يقتلوه لأنه تجرأ وتكلم معهم وأقنعهم تساو تساو بأن يعطوه فرصة وقال لغوان يو أنهم سوف يعطوه فرصة على أن يأتي برأس هوا شيونغ قبل الغروب فقام غوان يو بالذهاب إلى هوا شيونغ بسرعة وقطع رأسه ثم رجع بها إليهم قبل الغروب.

## وفاته
لاحقا بعدما حاصر تساو تساو حصن لو بو عندما أنقذ غوان يو حياة جانغ لياو. قام تساو تساو بغزو أرض ليو باي وقام بإمساك غوان يو. وبعدها أرسل جانغ لياو إلى غوان يو ليقنعه بأن يخدم تساو تساو، وقام تساو تساو بإرسال الهدايا إلى كوان يو هدية بعد هدية ليكسب ولاءه. وعندما قام تساو تساو بغزو الشمال إعترضه قادة يوان شاو : يان ليانغ وون تشو وانتصروا على كل قادة تساو تساو فأسرع غوان يو إلى يان ليانغ وقتله ليرد الجميل إلى تساو تساو. فكافأه تساو تساو وأعطاه الحصان الأحمر ففرح به غوان يو جدا وعندما سأله تساو تساو عن سبب فرحه أجاب أنه بهذا الحصان سوف يصل إلى إخوته في أيام قليلة. وقام تساو تساو بإرسال جانغ لياو ليعرف مشاعر غوان يو فقال غوان يو لجانغ لياو أنه لن يغادر إلى أن يرد الجميل إلى تساو تساو. فقرر تساو تساو أن يبعد غوان يو عن قيادة الجيش حتى لا يستطيع أن يرد الجميل إليه ولكن عندما واجهت قوات تساو تساو ون تشو إضطر تساو تساو إلى أن يرسل إليه غوان يو ليقتله. وعندما قام غوان يو برد الجميل إلى تساو تساو تجهز للرحيل. ولم يعطه تساو تساو الإذن فذهب غوان يو وقام بقتل ستة قواد ليعبر البوابات الخمسة ليذهب إلى إخوته وعندما ذهب غوان يو إلى زهانغ في لم يثق فيه وطلب منه أن يذهب ويقتل أخر قواد تساو تساو الذين كانوا يلاحقونه وقام غوان يو بذلك وأعاد ثقة إخوته فيه ثم لحق بهم ليو باي ليعود شمل الأصدقاء من جديد.
وبعد التحالف الذي كان قائما بين سن تشوان وليو باي اوكل ليو باي مهمة الهجوم على واي لغوان يو وحينما بدأ غوان يو الهجوم محرزا انتصارات كبيرة على تساو رين المسؤول عن الدفاع عن واي وظن الجميع انهم سيشهدون نهاية ًواي لكن المخطط سيما يي كان على علم برغبة سون تشوان بأخذ قلعة غوان يو (جينغ زو) لأهميتها في المنطقة
وارسل رسول إلى سون تشوان يخبره ان هذا الوقت أفضل وقت للهجوم على تلك القلعة، رفض سون تشوان في البداية لكن مع الحاح المستشار تشونغ شون وبعض الاخرين وافق واوكل مهمة الهجوم على كوان يو للمقاتل الحكيم لو مينغ ولو شون ووضع لو شون خطة للأستيلاء على القلعة بالتنسيق مع سيما يي.
وتمت اجرائات الخطة.
وفي هذه الأثناء استدعى تساو رين القائد شو هوانغ صديق كوان يو القديم
وحدثت بينهم المعركة المشهورة في قلعة فان حيث حاول غوان يو باسم صداقتهاما القديمة ان ينظم شو هوانغ اليه فرفض وتقاتلوا بينهم وهزم غوان يو لأول مرة في حياته واضطر للأنسحاب من المعركة
وحينما دخل إلى القلعة حوصر من قبل قوات تساو رين. حتى الآن لم يعرف غوان يو بما يخطط له سن تشوان.
وكان جوكي ليانغ قد نصح غوان يو بعدم الخروج من القلعة.
لكن تم وضع خطة لأخراج غوان يو من القلعة
وذلك بأحراق المحاصيل للمزاريعين وحين خرج غوان يو وجيشه لأستعلام الامر
وجد قوات تسو رين امامه وهو لم يكن على استعداد لبدء المعركة لذا قرر العودة إلى القلعة وحين وصوله إلى القلعة وجد قوات لو مينغ قد حاصرت القلعة
تفاجئ كوان يو بخيانة سون تشوان لليو باي وحدثت المعركة الأخيرة لغوان يو
أهم احداث المعركة
تبارز لو مينغ مع غوان يو وانتهت المبارزة بفوز غوان يو واصابة لو مينغ باصابات بالغة كانت السبب بموته بعد المعركة.
وأيضا تبارز غوان يو مع القائد بانغ دي الذي كان يعمل تحت امره ما تشاو وانتهت بمقتل بانغ دي
وكان غوان يو وحيدا يقاتل مع ابنه
لم يفجع غوان يو بمقتل ابنه
ومقتل كلا من غوان بينغ وزهو تسانغ ولياو هوى وكلهم قادة في جيش غوان يو
اما عن مقتل غوان يو فقد كان سون تشوان يتوقع هزيمة لو مينغ فأتى بعد اصابته مباشرة وتحدث مع غوان يو وحاول اقناعه بأن ينضم اليه لكن غوان يو فضل الموت على خيانة اخويه وضل يقاتل ويقاتل حتى امر سون تشوان الرماة بالرمى على غوان يو.
وقتل غوان يو بعد أن اصابه أكثر من مئة سهم ومئة طعنة. وضل واقف حتى بعد موته ولم يحني رأسه لأعدائه .